# Орепівська сільська рада
Орепівська сільська рада — колишня адміністративно-територіальна одиниця та орган місцевого самоврядування у Новоград-Волинському районі і Новоград-Волинській міській раді Волинської округи, Київської й Житомирської областей Української РСР та України з адміністративним центром у с. Орепи.

## Населені пункти
Сільській раді підпорядковані населені пункти:
- с. Орепи
- с. Лідівка

## Населення
Кількість населення ради станом на 1923 рік становила 1 250 осіб, кількість дворів — 257.
Відповідно до результатів перепису населення СРСР, кількість населення ради, станом на 12 січня 1989 року, становила 1 031 особу.
Станом на 5 грудня 2001 року, відповідно до перепису населення України, кількість мешканців сільської ради становила 979 осіб.

## Склад ради
Рада складається з 14 депутатів та голови.

### Керівний склад сільської ради
| ПІБ                           | Основні відомості                                                                       | Дата обрання | Дата звільнення |
| ----------------------------- | --------------------------------------------------------------------------------------- | ------------ | --------------- |
| Завальнюк Анатолій Васильович | Сільський голова, 1951 року народження, освіта, безпартійний                            | 26.03.2006   | 31.10.2010      |
| Сидорчук Петро Сергійович     | Сільський голова, 1965 року народження, освіта вища, член народної партії               | 31.10.2010   | 4.11.2015       |
| Романюк Сергій Вікторович     | Сільський голова, 17.12.1987 року народження, освіта вища, безпартійний, самовисуванець | 5.11.2015    |                 |

Примітка: таблиця складена за даними джерела

## Історія
Створена 1923 року в складі с. Орепи та колонії Лідівка Смолдирівської волості Новоград-Волинського повіту Волинської губернії.
Станом на 1 вересня 1946 року сільська рада входила до складу Новоград-Волинської міської ради Житомирської області, на обліку в раді перебували села Лідівка та Орепи.
На 1 січня 1972 року сільська рада входила до складу Новоград-Волинського району Житомирської області, на обліку в раді перебували села Лідівка та Орепи.
17 січня 1977 року, відповідно до рішення Житомирського ОВК № 24 «Про питання адміністративно-територіального поділу окремих районів області», до складу ради включене с. Тернівка Колодянської сільської ради Новоград-Волинського району. 3 листопада 1993 року, відповідно до рішення Житомирської обласної ради «Про внесення змін в адміністративно-територіальний устрій окремих районів», у с. Тернівка відновлено окрему сільську раду.
Виключена з облікових даних 17 липня 2020 року. Територію та населені пункти ради, відповідно до розпорядження Кабінету Міністрів України № 711-р від 12 червня 2020 року «Про визначення адміністративних центрів та затвердження територій територіальних громад Житомирської області», включено до складу новоствореної Ярунської сільської територіальної громади Новоград-Волинського (згодом — Звягельський) району Житомирської області.
Входила до складу Новоград-Волинського району (7.03.1923 р., 4.06.1958 р.) районів та Новоград-Волинської міської ради (1.06.1935 р.).